# Les Sœurs Boulay
Les sœurs Boulay sont un duo québécois d'auteures-compositrices-interprètes originaire de New Richmond. Composé de Stéphanie et Mélanie Boulay, le duo s'est fait connaître en remportant le concours Francouvertes en 2012.

## Biographie
En 2012, Stéphanie et Mélanie Boulay remportent le concours Francouvertes du Club Soda et quelques mois plus tard, elles enregistrent leur premier album Le poids des confettis, sous l'étiquette Grosse Boîte, et produit par Philippe B au studio Wild de Saint-Zénon,. Plus de 80 000 exemplaires de l'album seront vendus, donnant lieu à une tournée de plus de 250 spectacles à travers le Québec.
Elles connaissent un grand succès: Mélanie et Stéphanie Boulay remportent le Félix de la révélation de l’année à l'ADISQ 2013 ainsi que le prix du meilleur album folk. Les deux sœurs triomphent également au Gala alternatif de la musique indépendante du Québec. Les filles ont remporté le prix pour l’album folk de l’année et ont été élues artistes de l’année.
Le 13 avril 2014, lors de la finale de l'émission La Voix, les sœurs Boulay sont invitées  où elles chantent en compagnie d'Isabelle Boulay leur succès Mappemonde. À la suite de la diffusion de l'émission vue par 2,7 millions de téléspectateurs, leur album s'est hissé au premier rang du palmarès canadien d'iTunes, toutes langues confondues.
En 2014, elles sont les porte-paroles des Francouvertes.
Le 19 juin 2015, elles offrent une performance avec invités aux FrancoFolies de Montréal sur la grande scène de la place des Festivals devant une foule estimée à 30 000 personnes. Leur 2e album, 4488 de l'amour, sort le 15 octobre 2015, réalisé également par Philippe B. En 2017, elles sortent un album EP contenant 4 chansons : Lendemains.
En 2017, elles participent au projet Une chanson à l'école, en invitant 500 écoles à chanter avec elles la chanson De la terre jusqu'au courant.
Depuis l'été 2016, Mélanie Boulay est en couple avec l'humoriste québécois Guillaume Wagner.
Le 4 octobre 2018, Stéphanie Boulay sort son premier livre jeunesse Anatole qui ne séchait jamais avec l'aide de l'illustratrice Agathe Bray-Bourret. L'œuvre remporta le Prix Choix du public, présenté dans le cadre du Prix TD de littérature jeunesse, en association avec Radio-Canada.
Leur dernier album, Échapper à la nuit, est sorti en octobre 2022 et se démarque par sa grande douceur.

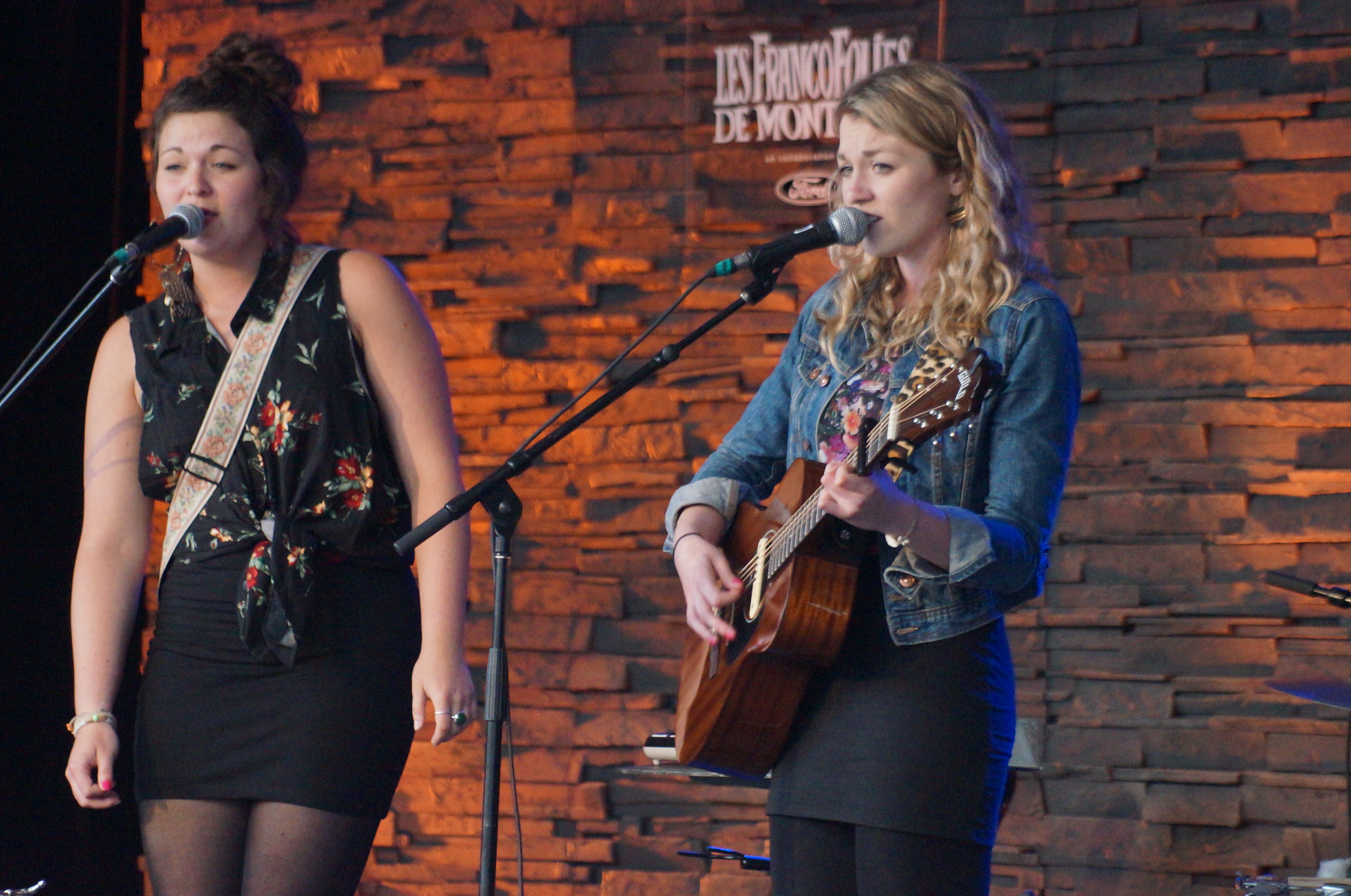
FrancoFolies de Montréal, 2012
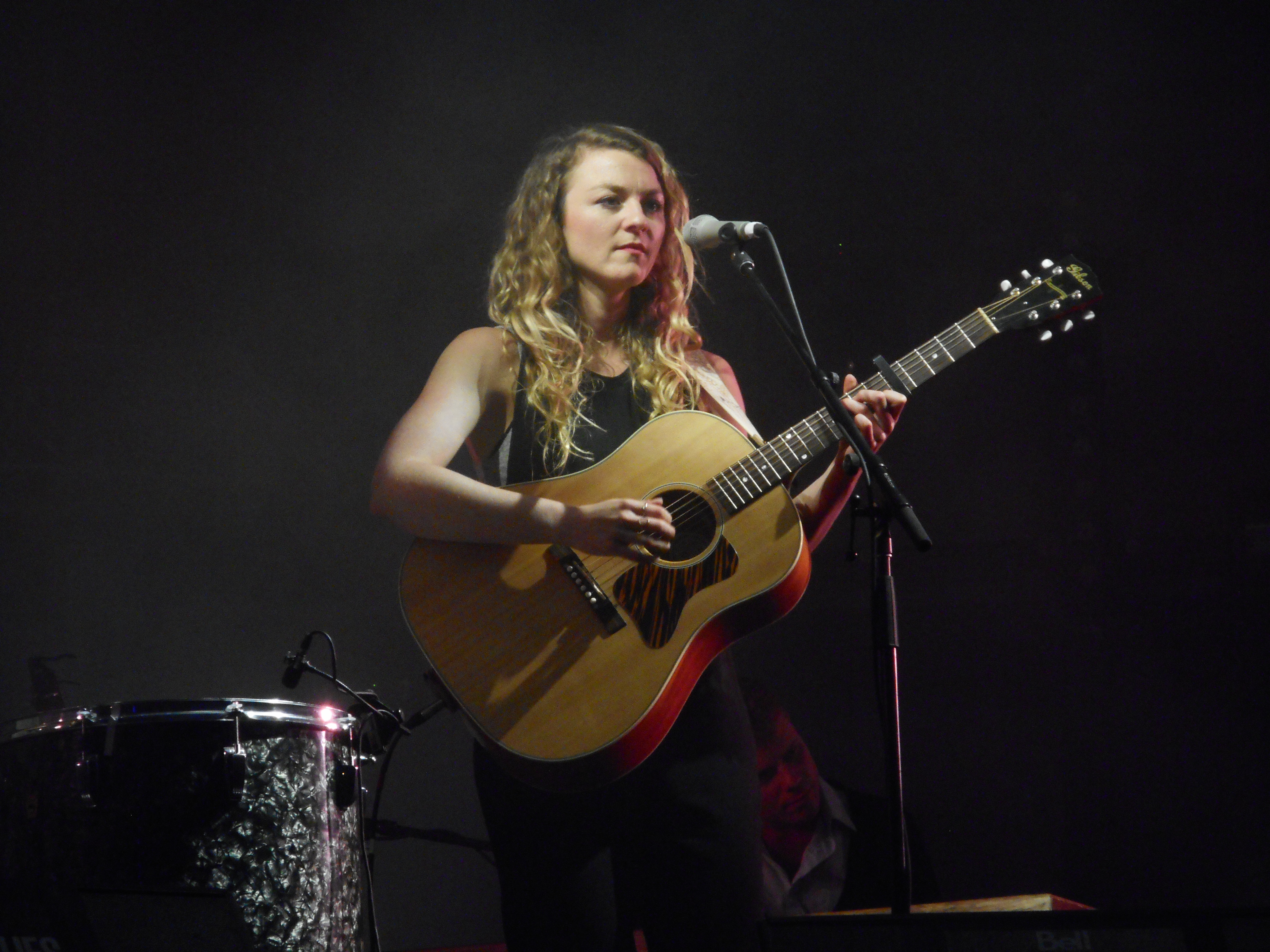
FrancoFolies 2015
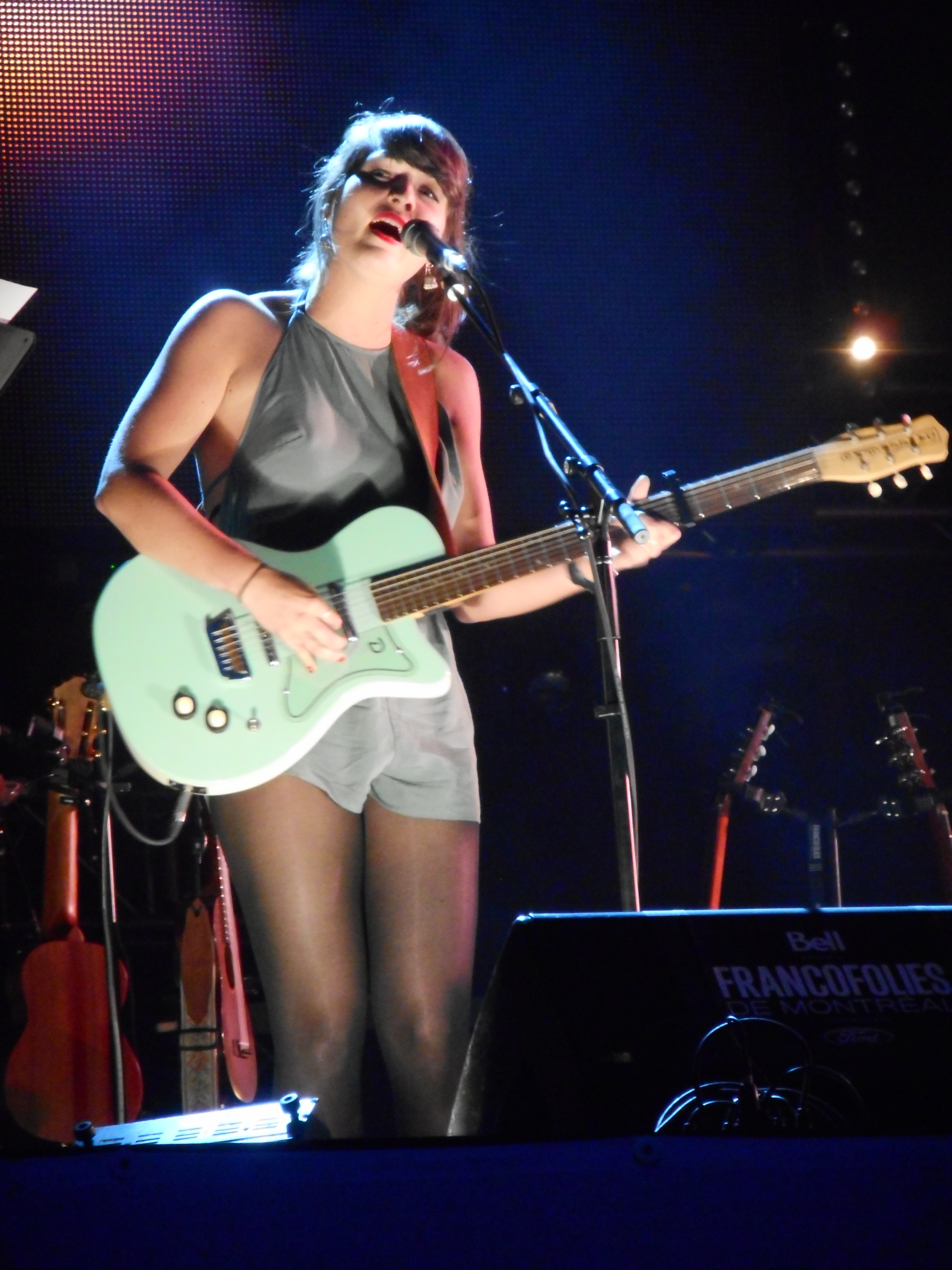
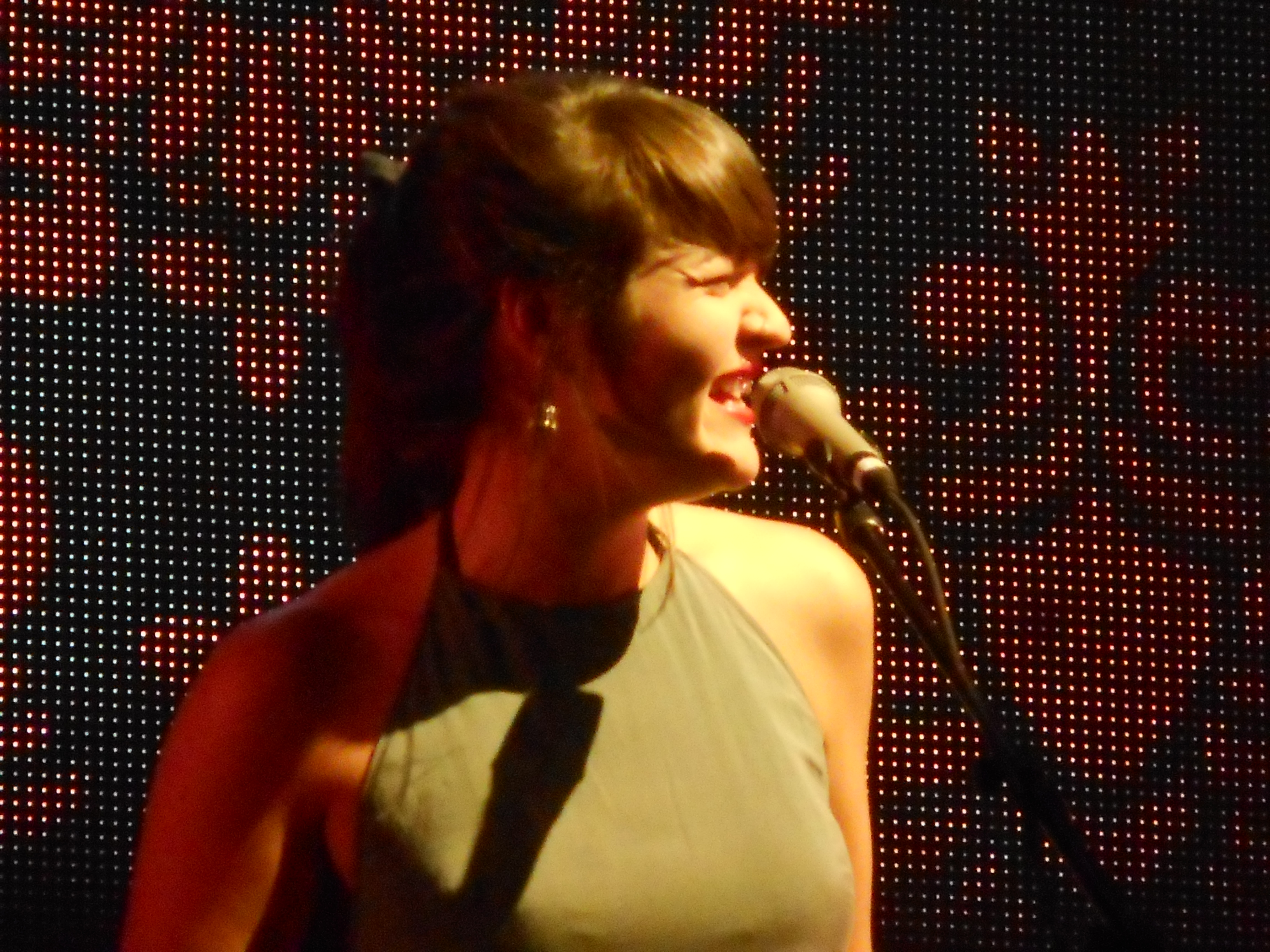
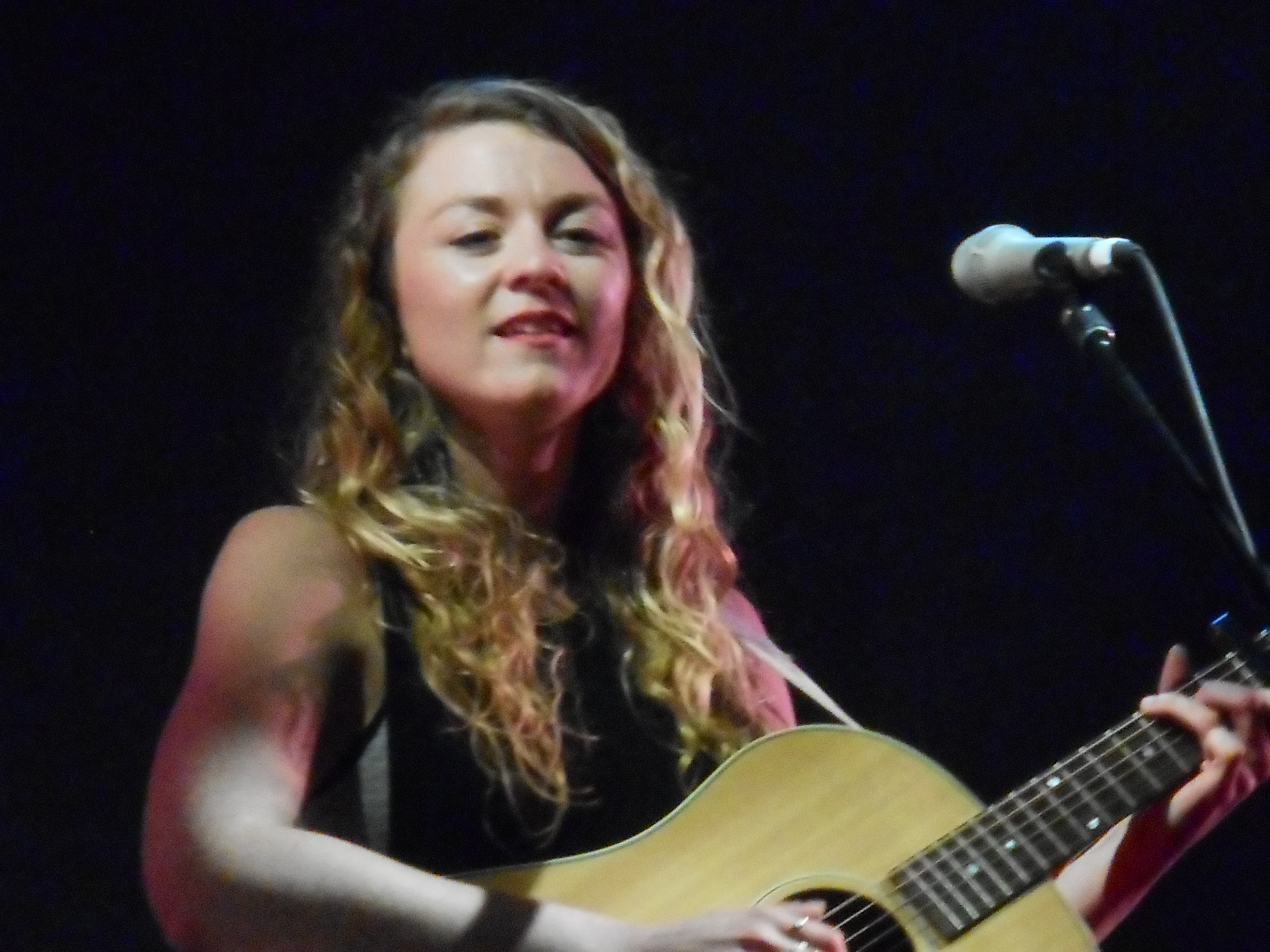

## Discographie
- 2013 : Le Poids des confettis
- 2015 : 4488 de l'amour
- 2017 : Lendemains
- 2019 : La Mort des étoiles
- 2022 : Échapper à la nuit

## Prix et reconnaissances
- 2016 : Prix Félix Album de l'année - Folk pour 4488 de l'Amour
- 2014 : Prix Rencontres de l’ADISQ, album ayant accumulé le plus de ventes numériques en 2013[13].
- 2013 : Prix Félix de la révélation.
- 2013 : Prix Félix Album de l'année - Folk pour Le poids des confettis.
- 2012 : Premier prix, Francouvertes 2012.